# Erik Dekker
Hendrik Dekker, detto Erik (Hoogeveen, 21 agosto 1970), è un ex ciclista su strada e dirigente sportivo olandese.
Nel 1992, tra i dilettanti, fu medaglia d'argento ai Giochi olimpici di Barcellona; professionista dal 1992 al 2006, vinse quattro tappe al Tour de France e l'edizione 2001 della Coppa del mondo. Dal 2007 al 2015 è stato direttore sportivo del team Rabobank/Belkin/Lotto NL.

## Carriera
Tra i dilettanti vinse la medaglia d'argento in linea ai Giochi olimpici di Barcellona, preceduto al traguardo dal solo Fabio Casartelli. Passato professionista nel settembre 1992 con la squadra olandese Buckler-Colnago-Decca, nella sua carriera da pro gareggiò sempre con questa formazione, divenuta negli anni seguenti, per ragioni di sponsor, Wordperfect, Novell e quindi, dal 1996, Rabobank. Nella stessa squadra militava un altro grande campione olandese, Michael Boogerd, che diventò un suo amico-rivale.
Dekker fu uno dei migliori interpreti delle grandi corse in linea, tanto da aver vinto la classifica finale della Coppa del mondo nel 2001. Ottimo passista veloce e, di conseguenza, buon cronoman, talvolta Dekker riusciva a difendersi bene anche in salita, risultando così uno dei corridori più completi del panorama ciclistico. Tra le numerose vittorie si aggiudicò quattro tappe al Tour de France, quattro campionati nazionali, la Clásica San Sebastián 2000, l'Amstel Gold Race 2001, la Tirreno-Adriatico 2002 e la Parigi-Tours 2004.
Dopo il ritiro dalle gare, avvenuto nel 2006, è stato direttore sportivo, dal 2007 al 2015, per lo stesso team con cui aveva corso in carriera, la Rabobank, divenuta nelle stagioni seguenti Blanco, Belkin e Lotto NL.

## Palmarès
- 1990 (dilettanti)

1ª tappa Settimana Ciclistica Bergamasca
- 1991 (dilettanti)

7ª tappa Olympia's Tour
- 1992 (dilettanti)

2ª tappa Österreich-Rundfahrt
7ª tappa Österreich-Rundfahrt
Prologo Grand Prix Tell
8ª tappa Tour de l'Avenir (Fouesnant)
10ª tappa Tour de l'Avenir (Pontchâteau
- 1994 (Worldperfect, quattro vittorie)

1ª tappa Vuelta al País Vasco (Mondragón)
Prologo Postgirot Open (Hisinge)
6ª tappa, 2ª semitappa Postgirot Open
Classifica generale Postgirot Open
- 1995 (Novell, cinque vittorie)

Rund um Köln
Prologo Postgirot Open
4ª tappa Postgirot Open
Classifica generale Postgirot Open
Grote Prijs Jef Scherens
- 1996 (Rabobank, tre vittorie)

Seraing-Aix-Seraing
Campionati olandesi, Prova a cronometro
Prologo Regio-Tour
- 1997 (Rabobank, due vittorie)

3ª tappa, 2ª semitappa Ronde van Nederland (Nordhorn > Denekamp, cronometro)
Classifica generale Ronde van Nederland
- 1999 (Rabobank, due vittorie)

2ª tappa Rheinland-Pfalz-Rundfahrt (Bad Marienberg > Bad Marienberg)
6ª tappa Rheinland-Pfalz-Rundfahrt (Zweibrücken > Landau)
- 2000 (Rabobank, nove vittorie)

Prologo Postgirot Open (Varganda)
3ª tappa Postgirot Open (Eskilstuna)
Campionati olandesi, Prova a cronometro
7ª tappa Tour de France (Limoges > Villeneuve sur Lot)
10ª tappa Tour de France (Bagnères-de-Bigorre > Revel)
16ª tappa Tour de France (Évian-les-Bains > Losanna)
Classica di San Sebastián
Prologo Ronde van Nederland (Den Bosch)
Classifica generale Ronde van Nederland
- 2001 (Rabobank, otto vittorie)

Classifica generale Vuelta a Andalucía
1ª tappa Guldensporentweedaagse
Classifica generale Guldensporentweedaagse
Amstel Gold Race
8ª tappa Tour de France (Colmar > Pontarlier)
6ª tappa Ronde van Nederland (Brelick > Landgraaf)
2ª tappa Rheinland-Pfalz-Rundfahrt
Classifica generale Rheinland-Pfalz-Rundfahrt
- 2002 (Rabobank, sette vittorie)

3ª prova Challenge de Mallorca (Trofeo Calvia)
5ª tappa Vuelta a Andalucía (Malaga > Granada)
2ª tappa Guldensporentweedaagse
Classifica generale Guldensporentweedaagse
4ª tappa Tirreno-Adriatico (Rieti, cronometro)
Classifica generale Tirreno-Adriatico
Campionati olandesi, Prova a cronometro
- 2003 (Rabobank, due vittorie)

Classifica generale Grand Prix Erik Breukink
3ª tappa Oberösterreich-Rundfahrt
- 2004 (Rabobank, sei vittorie)

Ronde van Drenthe
Noord Nederland Tour
Campionati olandesi, Prova in linea
5ª tappa Ronde van Nederland (Sittard > Landgraaf)
Classifica generale Ronde van Nederland
Parigi-Tours
- 2006 (Rabobank, 2 vittorie)

1ª tappa Criterium International (Charleville-Mézières)
2ª tappa Ster Elektrotoer (Schimmert, cronometro)

### Altri successi
- 1990 (dilettanti)

Internatie Reningelst (Criterium)
- 1994 (Worldperfect)

Profronde van Surhuisterveen
Zee
- 1995 (Novell)

Sweikhuizen
Grand Prix Klauterkoers
- 1996 (Rabobank)

Profronde van Almelo
- 1997 (Rabobank)

Profronde van Stiphout
Grand Prix Klauterkoers
- 1999 (Rabobank)

Nacht van Hengelo
Grand Prix Eddy Merckx (cronocoppie con Chris Boardman)
- 2000 (Rabobank)

Premio della combattività Tour de France
Wielerronde van Boxmeer - Daags na de Tour
Profronde Heerlen
Gouden Pijl - Emmen
Memorial Vogeli (cronocoppie con Marc Wauters)
Bavikhove
- 2001 (Rabobank)

Profronde van Surhuisterveen
Grand Prix Eddy Merckx (cronocoppie con Marc Wauters)
Classifica finale Coppa del mondo
- 2002 (Rabobank)

Campionati olandesi, Prova a squadre
Acht van Chaam
- 2003 (Rabobank)

Campionati olandesi, Prova a squadre
- 2006 (Rabobank)

Nacht van Hengelo

## Piazzamenti

### Grandi Giri
- Giro d'Italia

2000: 121º
- Tour de France

1994: 101º
1995: 70º
1996: 74º
1997: 81º
1998: ritirato (2ª tappa)
1999: 107º
2000: 51º
2001: 91º
2002: 136º
2004: 133º
2005: 109º
2006: ritirato (3ª tappa)
- Vuelta a España

1998: ritirato (7ª tappa)

### Classiche monumento
- Milano-Sanremo

1996: 35º
1999: 54º
2001: 21º
2004: 11º
2005: 41º
- Giro delle Fiandre

1997: 35º
2001: 2º
2004: 5º
2005: 24º
2006: 22º
- Parigi-Roubaix

1997: 45º
- Liegi-Bastogne-Liegi

1993: 26º
1994: 76º
2001: 8º
2004: 5º
2005: 33º
2006: 56º
- Giro di Lombardia

1992: 32º
1993: 32º
1994: 26
2001: 54º
2004: 13º

### Competizioni mondiali
- Campionati del mondo

Bergamo 1987 - In linea Juniores: 2º
Odense 1988 - In linea Juniores: 43º
Stoccarda 1991 - In linea Dilettanti: 84º
Oslo 1993 - In linea Professionisti: ritirato
Agrigento 1994 - In linea Elite: 24º
Duitama 1995 - In linea Elite: ritirato
Lugano 1996 - Cronometro Elite: 21º
Valkenburg 1998 - Cronometro Elite: 10º
Verona 1999 - Cronometro Elite: 8º
Lisbona 2001 - In linea Elite: 4º
Hamilton 2003 - In linea Elite: 103º
Verona 2004 - In linea Elite: ritirato
- Giochi olimpici

Barcellona 1992 - In linea: 2º
Atlanta 1996 - In linea: 38º
Atlanta 1996 - Cronometro: 11º
Sydney 2000 - In linea: ritirato
Sydney 2000 - Cronometro: 29º
Atene 2004 - In linea: 41º

## Riconoscimenti
- Trofeo Gerrit Schulte (2000, 2001, 2004)
- Sportivo olandese dell'anno (2001)